# Honiley
Honiley är en by i civil parish Beausale, Haseley, Honiley and Wroxall, i distriktet Warwick, i grevskapet Warwickshire i England. Byn är belägen 8 km från Warwick. Honiley var en civil parish fram till 2007 när blev den en del av Beausale, Haseley, Honiley and Wroxall. Civil parish hade 62 invånare år 2001.